# Partijnyj bilet
Partijnyj bilet (Партийный билет) è un film del 1936 diretto da Ivan Aleksandrovič Pyr'ev.